# Champagne pour deux
Pour plus de détails, voir Fiche technique et Distribution.
Champagne pour deux (titre original : The Well-Groomed Bride) est un film américain de Sidney Lanfield, sorti en 1946. 

## Fiche technique
- Titre : Champagne pour deux
- Titre original : The Well-Groomed Bride
- Réalisation : Sidney Lanfield, assisté de Gerd Oswald et Oscar Rudolph
- Scénario : Claude Binyon et Robert Russell d'après une histoire de Robert Russell
- Production : Fred Kohlmar
- Société de production :  Paramount Pictures
- Musique : Roy Webb
- Photographie : John F. Seitz
- Montage : William Shea
- Direction artistique : Hans Dreier et A. Earl Hedrick
- Décors : Ken Swartz
- Pays d'origine : États-Unis
- Langue : anglais
- Format : Noir et blanc - Son : Mono (Western Electric Recording)
- Genre : Comédie romantique
- Durée : 75 minutes
- Date de sortie : 
  - États-Unis : 10 mai 1946 New York
  - États-Unis : 17 mai 1946

## Distribution
- Olivia de Havilland : Margie Dawson
- Ray Milland : Lieutenant Dudley Briggs
- Sonny Tufts : Lieutenant Torchy McNeil
- James Gleason : Capitaine Hornby
- Constance Dowling : Rita Sloane
- Percy Kilbride : M. Dawson
- Jean Heather : Wickley
- Jay Norris : Mitch
- John R. Reilly : Buck
- George Turner : Goose